# Hokuetsu seppu
Hokuetsu seppu (北越雪譜, Histoires de neige du nord de la province d'Etsu) est un ouvrage encyclopédique de géographie humaine de la fin de l'époque d'Edo qui décrit la vie dans le district d'Uonuma de l'ancienne province d'Echigo du Japon, endroit connu pour ses longs hivers et sa neige profonde.

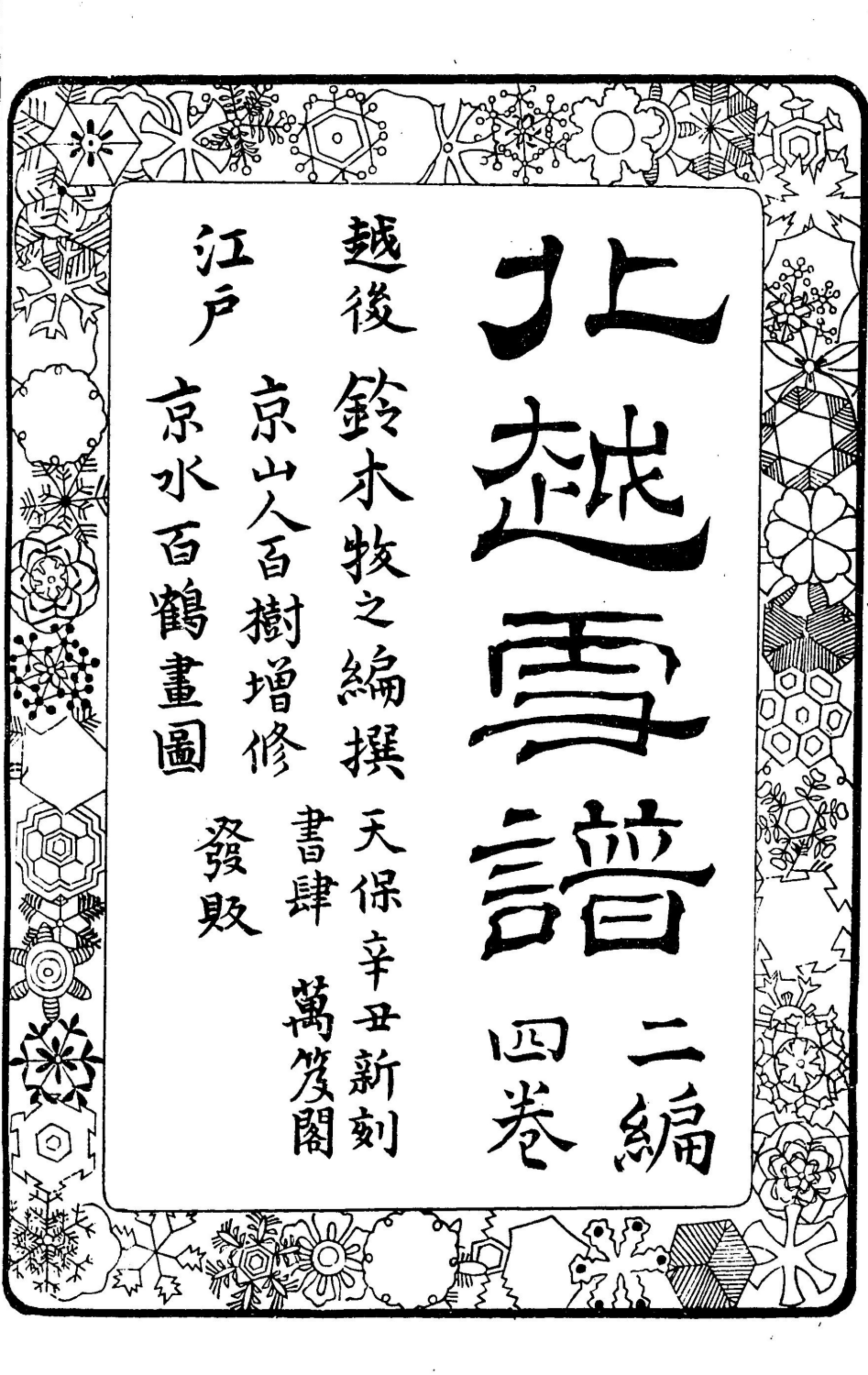
Page de titre.

D'abord publié à Edo en 1837, le Hokuetsu seppu est l'œuvre de Suzuki Bokushi (鈴木牧之) (1770-1842), marchand de tissus et notable de Shiozawa, bourg situé sur l'ancienne route de Mikuni. L'ouvrage, au succès immédiat, compte finalement sept chapitres lorsqu'un second volume est publié en 1842. Il couvre un large éventail de sujets d'intérêt local, des variétés de neige aux coutumes, modes de vie, dialectes locaux, industries et contes folkloriques du pays de neige du Japon. Le texte, qui couvre 123 thèmes sous des angles multiples, est également richement illustré par des croquis détaillés.
Santō Kyōzan (山東京山), écrivain gesaku et frère de Santō Kyōden, participe à la publication du texte. Il en écrit la préface et dessine les illustrations, fondées sur des originaux de Bokushi.

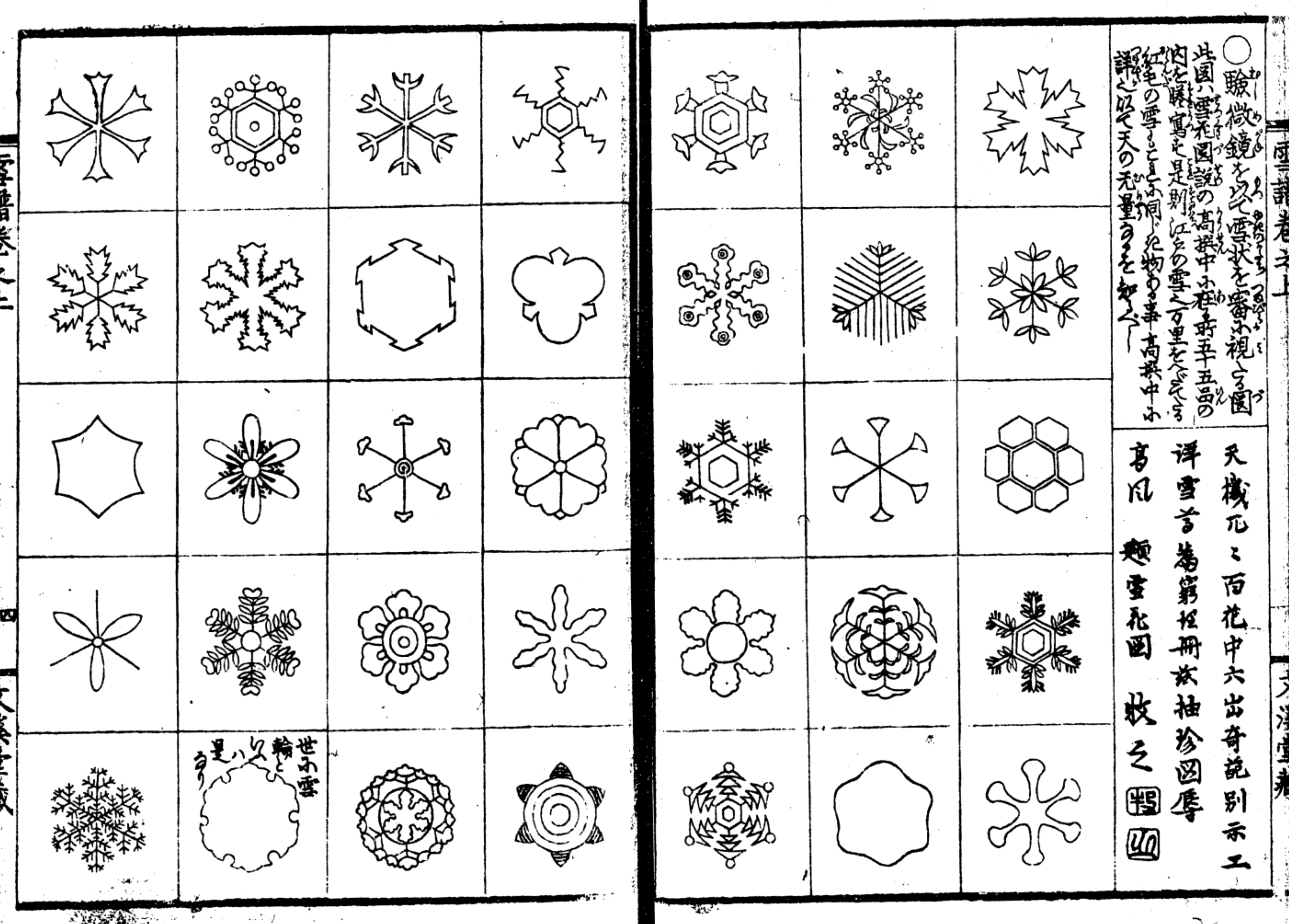
Illustrations représentant des cristaux de neige.

Une partie du contenu de ce livre est d'intérêt scientifique. Il contient par exemple les premières esquisses japonaises de 86 types de cristaux naturels de flocons de neige. Ces premières images sont tirées indirectement du Catéchisme de la nature de Joannes Florentius Martinet (nl) publié en 1777 aux Pays-Bas et transmis au Japon dans le cadre des études hollandaises. L'édition de 1840 inclut 97 esquisses supplémentaires faites par Doi Toshitsura à l'aide d'un microscope au cours de ses vingt ans en tant que daimyō du domaine de Koga. Par la suite, le cristal de neige devient un motif populaire sur les kimonos et les chawan, les bols à thé japonais.

## Source de la traduction
- (en) Cet article est partiellement ou en totalité issu de l’article de Wikipédia en anglais intitulé « Hokuetsu seppu » (voir la liste des auteurs).